# Availles-sur-Seiche
Availles-sur-Seiche (bret. Avallod-ar-Sec'h) – miejscowość i gmina we Francji, w regionie Bretania, w departamencie Ille-et-Vilaine.
Według danych na rok 1990 gminę zamieszkiwało 425 osób, a gęstość zaludnienia wynosiła 38 osób/km² (wśród 1269 gmin Bretanii Availles-sur-Seiche plasuje się na 868. miejscu pod względem liczby ludności, natomiast pod względem powierzchni na miejscu 796.).